# Jean Carlos Issa
Jean Carlos Issa (Valencia, Venezuela, 19 de septiembre de 1990) es un futbolista venezolano. Su posición es la de portero y su primer equipo profesional fue el Aragua Fútbol Club.
Actualmente milita en Yaracuyanos Fútbol Club de la Primera División de Venezuela.

## Clubes
| Club               | País      | Temporada |
| ------------------ | --------- | --------- |
| Aragua Fútbol Club | Venezuela | 2007-2017 |